# Neolepton sootryeni
Neolepton sootryeni is een tweekleppigensoort uit de familie van de Neoleptonidae. De wetenschappelijke naam van de soort is voor het eerst geldig gepubliceerd in 1998 door Salas & Gofas.